# Bullacris discolor
Bullacris discolor is een rechtvleugelig insect uit de familie Pneumoridae. De wetenschappelijke naam is gepubliceerd in 1810 door Thunberg.
1. ↑  (en) Bullacris discolor op de IUCN Red List of Threatened Species.